# GnomeBaker
GnomeBaker est un logiciel libre de gravure pour CD-ROM/DVD fonctionnant sous GNU/Linux et autres systèmes UNIX. C'est un logiciel qui fait partie de la suite bureautique GNOME.
GnomeBaker est construit avec la bibliothèque cdrtools pour la gravure et la bibliothèque GTK+ pour l'interface graphique.

## Fonctionnalités
- Graver sur un CD-ROM ou DVD.
- Effacer des CD RW.
- Copier des CD de données.
- Copier des CD de musique à partir de fichiers WAV, MP3, FLAC et Ogg.
- Support de gravure multi-session.
- Créer ou graver des images disques.
- Intégration avec GConf pour les préférences logicielles.
- Support des interfaces SCSI ou ATAPI sur Linux 2.4 ou 2.6 (avec cdrecord).
- Support d'OpenBSD.